# Erebia reducta-marginata
Erebia reducta-marginata är en fjärilsart som beskrevs av Thurner 1922. Erebia reducta-marginata ingår i släktet Erebia och familjen praktfjärilar. Inga underarter finns listade i Catalogue of Life.